# شهرداری سنندج

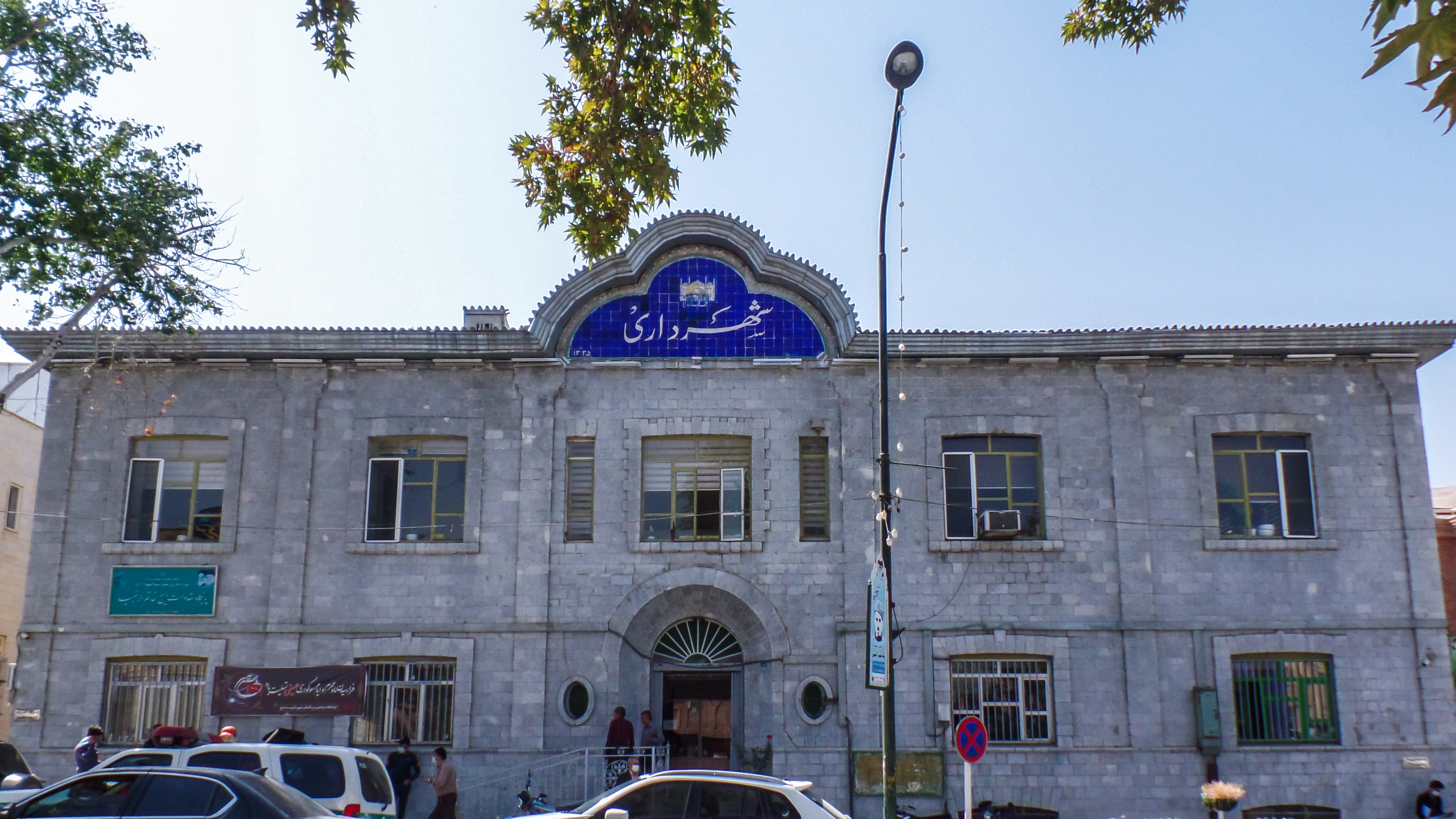
ساختمان شهرداری سنندج

شهرداری سنندج مؤسسه عمومی غیردولتی است که در ۱۳۰۰ خورشیدی با نام بلدیه ایالت کردستان، تأسیس شد و اداره شهر سنندج را به عهده دارد. مسئولیت اداره این سازمان با شهردار سنندج است که پیش از این با حکم وزیر کشور ایران منصوب می‌گردید، اما اکنون از طریق آرای شورای شهر سنندج انتخاب می‌شود. ساختمان شهرداری سنندج اولین ساختمان شهرداری سنندج به شیوه مدرن است که در زمان مصدق ساخته شده‌است. شهردار کنونی سنندج از ۱ مهر ۱۴۰۰ سید انور رشیدی است.

## فهرست شهرداران
| ردیف | نام                     | تاریخ انتصاب |
| ---- | ----------------------- | ------------ |
| ۱    | سالار مفخم              | ۱۳۰۲         |
| ۲    | اعزازالملک              | ۱۳۰۸         |
| ۳    | طهماسبی                 | ۱۳۱۲         |
| ۴    | اعزازالملک              | ۱۳۱۵         |
| ۵    | صوراسرافیل              | ۱۳۱۸         |
| ۶    | نبی خان اردلان          | ۱۳۲۰         |
| ۷    | احمد وثیق               | ۱۳۲۲         |
| ۸    | اعزازالملک              | ۱۳۲۴         |
| ۹    | اشرف الملک              | ۱۳۲۵         |
| ۱۰   | عطاءالله خان حبیبی      | ۱۳۳۳         |
| ۱۱   | خلیل جواهری             | ۱۳۳۴         |
| ۱۲   | خلیل هاشمی              | ۱۳۳۶         |
| ۱۳   | جهانگیر سعد آبادی       | ۱۳۳۸         |
| ۱۴   | ناصر قانع               | ۱۳۳۹         |
| ۱۵   | اشرف الملک              | ۱۳۴۰         |
| ۱۶   | امین‌الله خان مشیر وزیری | ۱۳۴۰         |
| ۱۷   | عطاءالله خان حبیبی      | ۱۳۴۲         |
| ۱۸   | ناصر دبیرشاه ویسی       | ۱۳۴۴         |
| ۱۹   | سید نصرالله رضوانی      | ۱۳۴۵         |
| ۲۰   | ضیاالدین محسنی پور      | ۱۳۴۶         |
| ۲۱   | عبدالعلی میرزایی        | ۱۳۴۷         |
| ۲۲   | ابوالفضل پور حکمت       | ۱۳۴۷         |
| ۲۳   | احسان الله مؤید         | ۱۳۴۹         |
| ۲۴   | محمد نوری               | ۱۳۵۰         |
| ۲۵   | حمزه کیانی              | ۱۳۵۱         |
| ۲۶   | کریم نجات پور           | ۱۳۵۲         |
| ۲۷   | محمد اصولیان            | ۱۳۵۴         |
| ۲۸   | محمد توفیق زرینه کفش    | ۱۳۵۷         |
| ۲۹   | سید نعیم صادقی          | ۱۳۵۸         |
| ۳۰   | مرتضی زرین‌گل            | ۱۳۶۳         |
| ۳۱   | سید مجتبی ثمره هاشمی    | ۱۳۶۶         |
| ۳۲   | موسی مرادیانی           | ۱۳۶۷         |
| ۳۳   | صادق خلیلی              | ۱۳۷۰         |
| ۳۴   | عبدالکریم احمدنژاد      | ۱۳۷۲         |
| ۳۵   | احسن علوی               | ۱۳۷۲         |
| ۳۶   | ارسلان نوسودی           | ۱۳۷۴         |
| ۳۷   | اسماعیل مشیر پناهی      | ۱۳۷۶         |
| ۳۸   | فردین شاکری             | ۱۳۷۸         |
| ۳۹   | پیمان سنندجی            | ۱۳۸۱         |
| ۴۰   | فریدون پوررضایی         | ۱۳۸۶         |
| ۴۱   | مهدی حسام شریعتی        | ۱۳۸۹         |
| ۴۲   | کامیاب شادمان           | ۱۳۹۲         |
| ۴۳   | منوچهر فخری             | ۱۳۹۴         |
| ۴۴   | حشمت‌الله صیدی           | ۱۳۹۶         |
| ۴۵   | سید انور رشیدی          | ۱۴۰۰         |

## ساختار سازمانی
- معاونت توسعه مدیریت و منابع
- معاونت خدمات شهری
- معاونت فنی و امور زیربنایی
- معاونت شهرسازی و معماری
- معاونت فرهنگی و امور اجتماعی
- شهرداری‌های مناطق سه‌گانه
- شهرداری‌های نواحی بهاران، نایسر، حسن‌آباد و ننله[۴]

## مناطق
شهرداری سنندج، شامل ۳ منطقه و ۴ ناحیه بهاران، ننله، حسن‌آباد و نایسر است که اداره هر منطقه به عهده شهردار آن منطقه که توسط شهردار سنندج انتخاب می‌شود و با نظارت «معاون امور مناطق» فعالیت می‌کند.

## ساختمان شهرداری سنندج
ساختمان شهرداری در ضلع جنوب خیابان امام خمینی، کمی پایین‌تر از مسجد جامع سنندج قرار دارد. این بنا که اولین ساختمان شهرداری در شهر سنندج است، در سه طبقه ساخته شده و از فضاهای مختلفی برخوردار است. نمای این ساختمان از سمت خیابان امام خمینی، سنگی است و در نمای داخلی آن در ضلع جنوبی، ترکیبی از سنگ و آجر به کار رفته‌است. استفاده از سنگ و آجر در نماهای ساختمان از ویژگی‌های این ساختمان است. این ساختمان در زمان دولت محمد مصدق و توسط «سید ابراهیم مختارپوریانی» معمار قدیمی و سرشناس سنندجی ساخته شده‌است.

### شهرهای خواهرخوانده
- سلیمانیه، اقلیم کردستان
- وین، اتریش[۵][۶]